# Balladynocallia amazonensis
Balladynocallia amazonensis är en svampart som beskrevs av Bat. & A.A. Silva 1965. Balladynocallia amazonensis ingår i släktet Balladynocallia och familjen Parodiopsidaceae.   Inga underarter finns listade i Catalogue of Life.